# Notiomaso spei
Espèce
Notiomaso spei est une espèce d'araignées aranéomorphes de la famille des Linyphiidae.

## Distribution
Cette espèce est endémique de Géorgie du Sud.

## Description
La femelle holotype mesure 1,96 mm.

## Publication originale
- Lavery & Snazell, 2018 : Notiomaso spei (Araneae: Linyphiidae), a new spider species from South Georgia. Arachnology, vol. 17, no 8, p. 402-405.